# Ortonovo
Ortonovo és un comune (municipi) de la regió de Ligúria (Itàlia), situat a uns 20 km de La Spezia.
Té 8.580 habitants (2007).
El seu terme municipal inclou la frazione de Luni, una població romana important.
El nucli antic està murat amb dues entrades. A la plaça central es troba la Torre Guinigi, actualment el campanar de l'església de Sant Llorenç (segle XVII).